# Silo de Mora
El silo de Mora es un silo situado en el municipio de Mora, provincia de Toledo, comunidad autónoma de Castilla-La Mancha, España. Formaba parte de la Red Nacional de Silos y Graneros.

## Historia
Su construcción fue promovida por el Servicio Nacional del Trigo que había operado durante el régimen franquista. Entró en servicio en 1956 y cuenta con una capacidad de almacenamiento de unas 2.450 toneladas. El silo de Mora pasó a manos del Servicio Nacional de Cereales en 1969 y, en 1971, del Servicio Nacional de Productos Agrarios (SENPA).

## Características
Se trata de un silo de tipo C. Su estructura está formada por un conjunto de celdas cilíndricas de sección circular de hormigón, de mayor sección y en menor número que en otras tipologías de la red. Posee una capacidad de almacenamiento de unas 2.450 toneladas y una superficie de 351 m².